# Ludwig Wilser
Ludwig Wilser (* 5. Oktober 1850 in Karlsruhe; † 19. November 1923) war ein deutscher Arzt, völkischer Schriftsteller und Rassenhistoriker. Er ist nicht zu verwechseln mit dem Geologen Julius Ludwig Wilser (1888–1949).

## Leben und Wirken
Wilser legte sein Abitur am Großherzoglichen Lyceum (heute Bismarck-Gymnasium) in Karlsruhe ab. Während seines Studiums, das er mit einer Promotion zum Dr. med. beendete, wurde Wilser 1869 Mitglied der Burschenschaft Allemannia Heidelberg.
Nach dem Studium in Freiburg, Heidelberg und Leipzig praktizierte Wilser bis 1897 als Arzt in Karlsruhe, zog danach nach Heidelberg und wirkte dort als Privatgelehrter.
Zwischen 1886 und 1894 assistierte Wilser Otto Ammon bei der Vermessung der Schädelformen (Kraniometrie) Badener Wehrpflichtiger, wofür die Regierung 12.000 Mark zur Verfügung stellte. Dabei soll er die Schädel immer etwas höher und länger vermessen haben.
Später trat Wilser, der dem Gesamtvorstand des Alldeutschen Verbandes angehörte, mit Heinrich Claß in Kontakt, der damals im Geschäftsführenden Ausschuss tätig war, und bestätigte diesen in seiner Aufnahme des völkischen Rassismus in den alldeutschen Nationalismus.
Wilser entwickelte eine rege Tätigkeit als Autor und Redner in anthropologischen Kreisen (wo er sich in der Tradition von Alexander Ecker sah) sowie in der sich erst noch etablierenden Prähistorik. Besonders beschäftigten ihn Fragen nach dem Ursprung von Völkern und Rassen, so z. B. in seinen Büchern Die Herkunft der Deutschen (1885) – worin er die These vertrat, Skandinavien sei die Urheimat der Germanen sowie der Indogermanen –, Stammbaum und Ausbreitung der Germanen (1895) und Herkunft und Urgeschichte der Arier (1899). Die These, nicht Mitteleuropa, sondern Skandinavien bzw. der Ostseeraum sei das Ausgangsgebiet der germanischen Sprache(n), wurde bis zu diesem Zeitpunkt nur von einer Minderheit der Prähistoriker vertreten. Auch der einflussreiche Prähistoriker Gustaf Kossinna widersprach Wilser in diesem Punkt zunächst, vollzog aber in den Jahren darauf eine Kehrtwende, was Wilsers Theorie zum Durchbruch verhalf.
Später (1909) entwickelte er die sozialdarwinistische These vom „nordischen Schöpfungsherd“, nach der die unwirtlichen Lebensbedingungen in den skandinavisch-arktischen Gebieten durch natürliche Auslese die stärkste und damit zur Weltherrschaft berufene Rasse der Germanen hervorgebracht habe. Als Verfechter der Ex-septentrione-lux-Theorie bekämpfte Wilser erfolgreich unter den Völkischen die Anhänger der Ex-oriente-lux-Theorie und postulierte Südschweden als „Werkstatt der Völker“ sowie Ausgangspunkt aller „arischen Wanderungen“, zuletzt der Germanen.
Scharfe öffentliche Kritik und Zurückweisung erfuhr der in Rassefragen streitlustige Wilser u. a. durch Rudolf Virchow, Hermann Klaatsch, Paul Ehrenreich, Otto Hupp, Eugen Mogk und zunächst auch Gustaf Kossinna, was allerdings seiner Popularität keinen Abbruch tat. Lob erhielt er u. a. durch Hans Wolfgang Behm und Karl Felix Wolff sowie des Öfteren in völkischen Periodika wie Heimdall, Alldeutsche Blätter und der Politisch-Anthropologischen Revue, für die Wilser, als Freund des Herausgebers Ludwig Woltmann, seit ihrem Erscheinen 1902 Artikel schrieb und dies auch nach Woltmanns Tod 1907 und der Übernahme der Zeitschrift (ab 1915 Politisch-Anthropologische Monatsschrift für praktische Politik, für politische Bildung und Erziehung auf biologischer Grundlage) durch Otto Schmidt-Gibichenfels 1911 und der Übernahme durch den Deutschvölkischen Schutz- und Trutzbund 1920 fortsetzte.
Die Bundesleitung des Schutz- und Trutzbundes nahm Wilsers Schriften 1920 auch in die Richtlinien zur Erstellung der Ortsgruppen-Bibliotheken auf, wo sie – neben Werken von Gobineau, Chamberlain, Woltmann, Pastor und Kossinna – zur Unterweisung in „Rasse- und Volkstumsfragen“ gedacht waren. Positive Rezeption erfuhr Wilser auch durch den völkischen Publizisten Bruno Tanzmann, der ihn sich in seiner Denkschrift zur Begründung einer deutschen Volkshochschule (1917) als Lehrer für „Germanische Rasse“ wünschte, den „Volksbund“-Begründer Paul Hartig, der sich an seinem Rassebegriff orientierte, und Karl Ludwig Schemann, der ihn im Rahmen seiner Gobineau-Rezeption würdigte.
Ein besonderer Verkaufsschlager Wilsers wurde sein Buch Germanien (1915, fünf Auflagen bis 1923), eine Übersetzung von Tacitus’ Germania, die er dem „Andenken Otto von Bismarcks“ widmete und die, nach eigenen Angaben, zur „Stärkung des Deutschbewußtseins“ gedacht war. Im Vorwort rühmt Wilser „die Deutschen“ als unmittelbare Nachkommen der Germanen. Noch besser verkaufte sich Das Hakenkreuz nach Ursprung, Vorkommen und Bedeutung, das 1917 im Sis Verlag von Richard Jubelt erschien und bis 1933 sieben Auflagen (u. a. auch im Hammer-Verlag von Theodor Fritsch) erfuhr. Noch 1933 behauptete Rudolf von Sebottendorf, dass „[e]rst durch die Forschungen Wilsers […] das Symbol [i. e. das Swastika] als gemeinsames arisches Sonnenzeichen erkannt und seitdem als völkisches Symbol getragen“ worden wäre und nannte ihn einen „Aufklärer im Deutschen Sinne“.
Wilsers Bücher Die Überlegenheit der germanischen Rasse (Stuttgart: Strecker & Schröder 1915) und Das Hakenkreuz nach Ursprung, Vorkommen und Bedeutung (Leipzig: Fritsch 1933) wurden nach Kriegsende in der SBZ bzw. in der DDR auf die Liste der auszusondernden Literatur gesetzt.
Ludwig Wilser gehört zu den Autoren des späten wilhelminischen Kaiserreichs, die einem rassistisch unterlegten deutschen Nationalismus maßgeblich Vorschub geleistet haben. Obwohl er der um 1918 aufgekommenen nationalsozialistischen Bewegung nicht angehörte bzw. als 1923 Verstorbener nicht mehr angehören konnte, gehört er doch zu ihren einflussreichen Vordenkern. Seine Vorstellungen gelten heute in nahezu allen Bereichen als überholt bzw. widerlegt. Unverändert vertreten wird jedoch die auf Wilser zurückgehende Theorie, Skandinavien sei die Urheimat der Germanen gewesen, obwohl archäologische Hinweise auf eine Expansionsbewegung aus Skandinavien nach Mitteleuropa in der Bronze- und Eisenzeit bis heute fehlen.